# Спекјулејтор (Њујорк)
Спекјулејтор (енгл. Speculator) град је у америчкој савезној држави Њујорк.

## Демографија
По попису из 2010. године број становника је 324, што је 24 (-6,9%) становника мање него 2000. године.
| Група             | 2000.       | 2010.       |
| Белци             | 333 (95,7%) | 307 (94,8%) |
| Афроамериканци    | 6 (1,7%)    | 3 (0,9%)    |
| Азијати           | 2 (0,6%)    | 6 (1,9%)    |
| Хиспаноамериканци | 6 (1,7%)    | 3 (0,9%)    |
| Укупно            | 348         | 324         |